# Lehtma
Koordinaten: 59° 4′ N, 22° 42′ O
Lehtma (deutsch Omedo) ist ein Dorf (estnisch küla) in der Landgemeinde Hiiumaa (2013 bis 2017: Landgemeinde Hiiu, davor Landgemeinde Kõrgessaare) auf der Spitze der Halbinsel Tahkuna im äußersten Nordosten der zweitgrößten estnischen Insel Hiiumaa (deutsch Dagö).

## Beschreibung und Geschichte
Lehtma hatte im Jahr 2000 nur noch zwei ständige Einwohner. Die Sandstrände bei Lehtma sind im Sommer bei Badegästen beliebt. In der Nähe der Siedlung befindet sich ein 3,5 Hektar großer See, der Lehtma Suurjärv.
Bekannt ist der Ort vor allem für seinen kleinen Hafen an der Ostsee mit heute zehn Anlegestellen.
Der Hafen wurde im Ersten Weltkrieg angelegt und mit Tahkuna durch eine Schmalspurbahn verbunden. Sie diente dem Transport von schweren Geschützen im Zuge des Ausbaus der Seefestung Imperator Peter der Große. Von den früheren Bahnanlagen ist nur noch ein Damm erhalten.
In den 1970er Jahren planten die sowjetischen Behörden in Lehtma eine Basis für ihre überseetauglichen Fischereischiffe.